# 納什維爾 (阿肯色州)
納什維爾（英語：Nashville）是一個位於美国阿肯色州霍華德縣的城市。根據2020年美國人口普查，該地人口為4153人，而該地的面積約為14.29平方千米。同時該地也是霍華德縣的縣治。

## 地理
納什維爾的座標為33°56′31″N 93°50′53″W / 33.94194°N 93.84806°W，而該地的平均海拔高度為116米（即383英尺）。